# Bakom
Bakom o Vacón (lucha total) es un arte marcial peruano creado a principios de la década de 1980 por Roberto Puch Bezada, un excomando del ejército peruano y peleador callejero. La difusión de Bakom se ha llevado a cabo a través de libros y de la televisión local e internacional (ATV, ARD, en el año 1997).
El Bakom es una mezcla de toda clase de técnicas de combate callejero, muy populares en enfrentamiento de la Lima de antaño, donde se realizaban duelos de honor. El objetivo principal es el de saber cuándo atacar con energía para perturbar el equilibrio del oponente. Llaves contra los brazos y el cuello son de uso común.

## Reglas del bakóm
Según  Roberto Puch, Bakom tiene formalmente estas reglas:
- Primera regla: Estudie al contrincante y analice el tipo de contextura física.
- Segunda regla: Mantenga la serenidad, razone, haga trabajar su mente con rapidez y seguridad, mantenga el cuerpo elástico y no rígido.
- Tercera regla: Recuerde siempre que más vale maña que fuerza y recurra a la picardía criolla, es decir "lucha total".
- Cuarta regla: Repase y memorice los puntos débiles del cuerpo humano.
- Quinta regla: La desconfianza es parte de la sabiduría, ante un posible triunfo; jamás dé la espalda a su oponente. Nunca descuide cualquier ángulo de su cuerpo.
- Sexta regla: La sorpresa es la piedra angular del éxito en la acción; cambie y combine tácticas diferentes en la lucha.
- Séptima regla: Nunca dé tregua al contrincante, por el contrario, asegure su derrota atacándolo sin descanso.